# Relaciones Chile-Serbia
Las relaciones Chile-Serbia son las relaciones internacionales entre la República de Chile y la República de Serbia.

## Historia

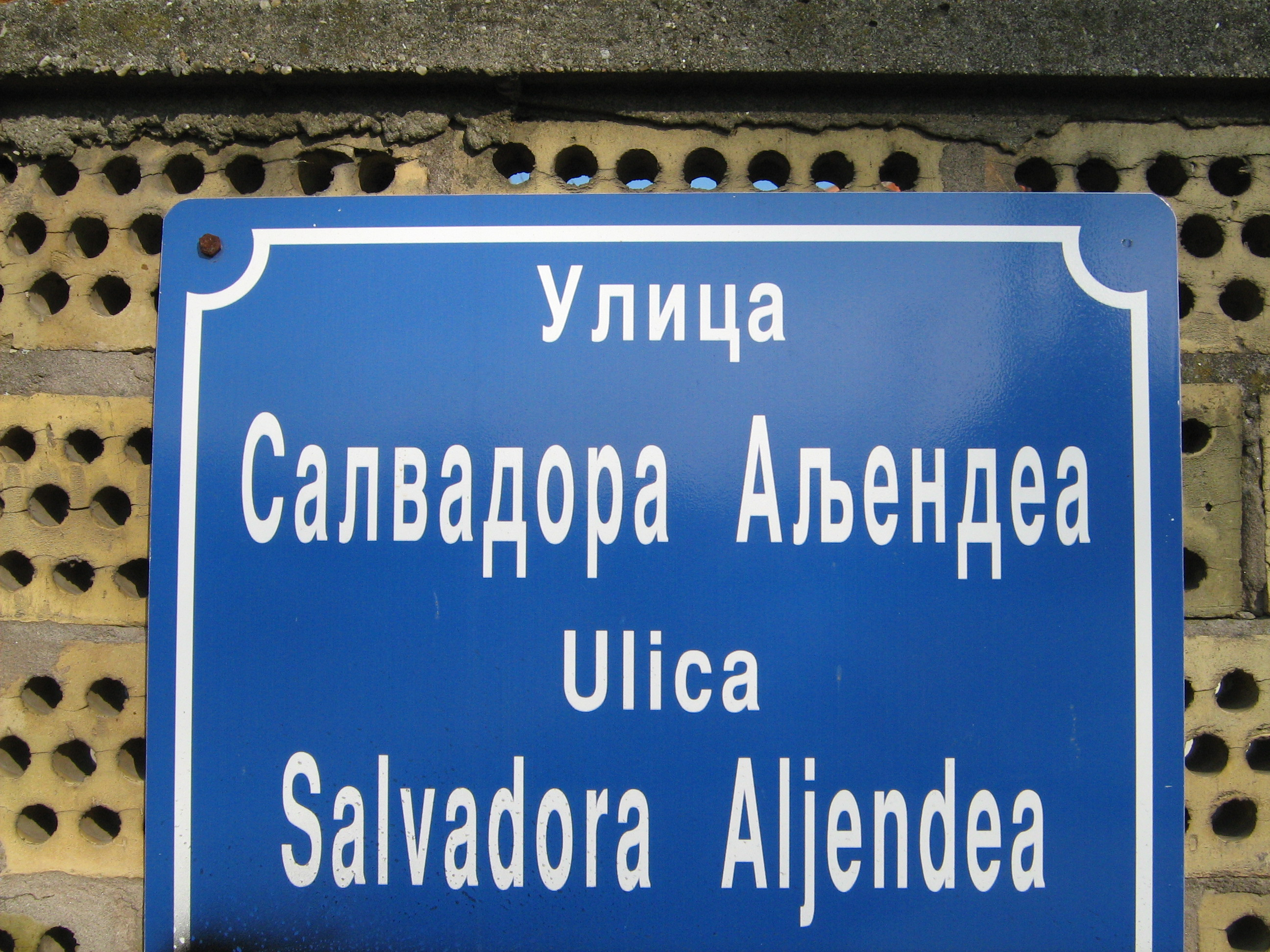
Placa conmemorativa en la calle Salvador Allende, en la ciudad serbia de Sombor.

Las relaciones entre ambos países son de larga data, considerando a Serbia como la heredera de la antigua Yugoslavia. Fueron originalmente establecidas en 1935, siendo renovadas en 1946. Tras dos interrupciones, en 1947 y 1973, fueron finalmente retomadas en marzo de 1990. Durante esta época, los gobiernos de Chile y Yugoslavia firmaron un convenio comercial y de pagos (1957, modificado el 1960), un convenio cultural (1967) y un acuerdo de supresión de visas de turismo (1978 y 1979).
En 1999, durante las guerras yugoslavas, Chile acogió refugiados de ese país, aunque casi la totalidad de ellos volvió a Europa por las deficientes condiciones de vida con que fueron recibidos en Chile. Tras el término del gobierno autoritario de Slobodan Milošević, el año 2000, Chile reconoció a la República Federal de Yugoslavia.
Chile no reconoce formalmente la independencia de Kosovo. En un comunicado de prensa efectuado el 27 de febrero de 2008, el Ministerio de Relaciones Exteriores de Chile llamó a que ambas partes alcanzaran por medios pacíficos y a través del diálogo y la adhesión al derecho internacional, una solución, informando que analizará las discusiones que tomen lugar en instancias multinacionales. Esto ha sido considerado por Serbia como un apoyo para la preservación territorial del país.
Actualmente, ambos países cuentan con un mecanismo de consultas políticas, sosteniéndose reuniones para abordar los principales aspectos de la relación bilateral y conversar sobre posiciones comunes en organismos internacionales.

### Visitas oficiales
El canciller serbio Vuk Jeremić visitó Chile en 2010, con ocasión de las celebraciones del Bicentenario de Chile, así como en 2012. Asimismo, una delegación serbia asistió a la Cumbre de Jefes de Estado y de Gobierno de América Latina y el Caribe y la Unión Europea (CELAC-UE) en Santiago en enero de 2013, ocasión en que el presidente Tomislav Nikolic aprovechó para sostener una reunión bilateral con el anfitrión, el mandatario chileno Sebastián Piñera.
En 2014, el primer vice primer ministro y ministro de Asuntos Exteriores de Serbia, Ivica Dačić, realizó una visita a Chile, donde fue recibido por el canciller chileno Heraldo Muñoz.

## Relaciones comerciales
En 2022, el intercambio comercial entre ambos países ascendió a los 28,6 millones de dólares estadounidense, con una tasa de crecimiento anual promedio de 10,5% en los últimos cinco años. Los principales productos exportados por Chile fueron vinos, arándanos y maíz, mientras que Serbia exportó mayoritariamente fosfato monoamónico, celofán y medicamentos antifúngicos.

## Misiones diplomáticas
- La embajada de Chile en Atenas concurre con representación diplomática a Serbia. Asimismo, Chile cuenta con un consulado honorario en Belgrado.[10]

- La embajada de Serbia en Buenos Aires concurre con representación diplomática a Chile. Asimismo, Serbia cuenta con un consulado honorario en Santiago de Chile.[11]